# Lutte aux Jeux africains de 1999
Navigation
Édition précédente Édition suivante
Les épreuves de lutte aux Jeux africains de 1999 se déroulent du 8 au 10 septembre 1999 à Johannesburg (Afrique du Sud).

## Résumé des médailles

### Lutte libre hommes
| Épreuves | Or                                  | Argent               | Bronze                   |
| -------- | ----------------------------------- | -------------------- | ------------------------ |
| - 54 kg  | Ali Mohamed Hassan Abu Taleb        | Shaun Williams       | Joe Oziti                |
| - 58 kg  | Tjonkie van Rensburg                | Tebe Dorgu           | Mohamed Amine Benhammadi |
| - 63 kg  | Tjaart Andries du Plessis           | Fred Jessey          | Cubos Siga               |
| - 69 kg  | Ibo Oziti                           | Bennie Labuschagne   | Shahine Ahmed Shahine    |
| - 76 kg  | Ian Du Toit                         | Ibrahim Ahmed Salama | Sinivie Boltic           |
| - 85 kg  | Mohamed Ibrahim Abdelfattah Mohamed | Willem Putter        | Mohamed Ali Ben M’barek  |
| - 97 kg  | Victor Kodei                        | Wiehan Lesch         | Isaac Mpia Endjam        |
| - 130 kg | Hisham Abdelwahab Abdelmoumen       | Yakhya Diop          | Andrew Davidson          |

### Lutte féminine
| Épreuves | Or                 | Argent                | Bronze                  |
| -------- | ------------------ | --------------------- | ----------------------- |
| - 46 kg. | Fadhila Louati     | Simphiwe Mpungose     |                         |
| - 51 kg  | Eveline Diatta     | Faiza Bejaoui         | Seipati Mmusi           |
| - 56 kg  | Salma Ferchichi    | Rita Amba             | Somaia Badran           |
| - 62 kg  | Happiness Burutu . | Rim Garram            | Yousria Magdy Elberhamy |
| - 68 kg  | Helen Opara        | Marie Nicole Diedhiou | Sara Elashram           |
| - 75 kg  | Priscilla Seidu    | Saida Riabi           | Rabab Mahmoud           |

### Lutte gréco-romaine hommes
| Épreuves | Or                                  | Argent                | Bronze                   |
| -------- | ----------------------------------- | --------------------- | ------------------------ |
| - 54 kg. | Mohamed Moustafa Abu Elela          | Mohamed Saadi         | Tabibi Godswill          |
| - 58 kg  | Ashraf Meligy El Garably            | Anthony Cletus        | Mohamed Amine Benhammadi |
| - 63 kg  | Yassine Djakrir                     | Mahmoud Mohamed Saber | Raynard Mouton           |
| - 69 kg  | Abdou Saeed El Barbary              | Badreddine Amdouni    | Jean Nel                 |
| - 76 kg  | Sofiane Ouadjnia                    | Ali Ibrahim Ali       | Ernest Malherbe          |
| - 85 kg  | Mohamed Ibrahim Abdelfattah Mohamed | Piet Bezuidenhout     | Amor Bach Hamba          |
| - 97 kg  | Karam Mohamed Gaber Ibrahim         | Hassen Fkiri          | Markus Johannes Dekker   |
| - 130 kg | Mohamed El Sayed                    | Simon Datok           | Gerald Vollenhoven       |

## Tableau des médailles
| Rang | Nation         | Or | Argent | Bronze | Total |
| ---- | -------------- | -- | ------ | ------ | ----- |
| 1    | Égypte         | 9  | 3      | 5      | 17    |
| 2    | Nigeria        | 5  | 5      | 3      | 13    |
| 3    | Afrique du Sud | 3  | 6      | 7      | 16    |
| 4    | Tunisie        | 2  | 5      | 2      | 9     |
| 5    | Algérie        | 2  | 1      | 2      | 5     |
| 6    | Sénégal        | 1  | 2      | 0      | 3     |
| 7    | Cameroun       | 0  | 0      | 1      | 1     |
| 7    | Guinée-Bissau  | 0  | 0      | 1      | 1     |
|      | Total          | 22 | 22     | 21     | 65    |